# Memecylon subfurfuraceum
Memecylon subfurfuraceum är en tvåhjärtbladig växtart som beskrevs av Elmer Drew Merrill. Memecylon subfurfuraceum ingår i släktet Memecylon och familjen Melastomataceae. Utöver nominatformen finns också underarten M. s. depauperatum.